# Ryan Poehling
Ryan Poehling (Lakeville, Minnesota, 3 de enero de 1999) es un jugador profesional estadounidense de hockey sobre hielo que se desempeña en la posición de centro en Philadelphia Flyers, equipo de la National Hockey League (NHL).

## Carrera
Fue seleccionado en la primera ronda en la NHL Entry Draft de 2017. En 2018, hizo su debut en la NHL con el equipo Montreal Canadiens, en el cual jugó tres temporadas (2018-2020, 2021-2022), después pasó a Pittsburgh Penguins (2022-2023), luego a Philadelphia Flyers, donde lleva jugando una temporada.